# Qatar ExxonMobil Open 1998
Il Qatar ExxonMobil Open 1998  è stato un torneo ATP svoltosi a Doha, Qatar. Il torneo è durato dal 5 gennaio al 12 gennaio.

## Vincitori

### Singolare maschile
Petr Korda ha battuto in finale  Fabrice Santoro con il punteggio di 6–0, 6–3
- 1º titolo dell'anno per Korda e il 19° in carriera.

### Doppio maschile
Mahesh Bhupathi /  Leander Paes hanno battuto in finale  Olivier Delaître /  Fabrice Santoro con il punteggio di 6–4, 3–6, 6–4
- 1º titolo dell'anno per Bhupathi e Paes e anche il loro 7º in carriera.